# Frédéric Cuvier
Georges-Frédéric Cuvier (28. června 1773 Montbéliard – 24. červenec 1838 Štrasburk) byl francouzský zoolog, mladší bratr Georgese Cuviera.
Pocházel z rodiny švýcarských protestantů, jeho otec byl důstojníkem Regiment of Vigier. Vyučil se v rodném městě hodinářem. Od roku 1797 žil v Paříži a v roce 1803 byl na bratrovu přímluvu pověřen vedením zvěřince v Muséum national d'histoire naturelle. Spolu s Jean-Baptiste Biotem zkoumal živočišnou elektřinu. Věnoval se i studiu společenského života zvířat, založenému na pozorování jejich chování v zajetí. Teoreticky vycházel z lamarckismu a v roce 1812 vydal článek, v němž jako první biolog použil termín dědičnost. Spolupracoval s Étiennem Geoffroym Saint-Hilairem na knize Histoire naturelle des mammifères, avec des figures originales coloriées, dessinées d’après les animaux vivants. Vytvořil klasifikaci savců podle chrupu. V roce 1825 jako první vědecky popsal pandu červenou, pojmenoval ji Ailurus fulgens, z řeckého slova αἴλουρος (kočka) a latinského fulgens (ohnivý). Je také autorem odborné práce o kytovcích, na kterou odkazuje Herman Melville v Bílé velrybě. V roce 1826 byl přijat do Francouzské akademie věd a v roce 1835 se stal členem Královské společnosti. Je po něm pojmenována gazela atlaská (Gazella cuvieri). Jeho syn se jmenoval také Frédéric a byl náměstkem guvernéra Banque de France.